# العلاقات التشادية الليبية
العلاقات التشادية الليبية هي العلاقات الثنائية التي تجمع بين تشاد وليبيا.

## مقارنة بين البلدين
هذه مقارنة عامة ومرجعية للدولتين:
| وجه المقارنة                                              | تشاد                      | ليبيا                                       |
| --------------------------------------------------------- | ------------------------- | ------------------------------------------- |
| المساحة (كم2)                                             | 1.28 مليون                | 1.76 مليون                                  |
| عدد السكان (نسمة)                                         | 15.23 مليون               | 6.37 مليون                                  |
| الكثافة السكانية (ن./كم²)                                 | 11.9                      | 3.62                                        |
| العاصمة                                                   | انجمينا                   | طرابلس                                      |
| اللغة الرسمية                                             | لغة فرنسية، اللغة العربية | اللغة العربية، اللغة العربية الفصحى الحديثة |
| العملة                                                    | فرنك وسط أفريقي           | دينار ليبي                                  |
| الناتج المحلي الإجمالي (بليون دولار)                      | 9.98 مليار                | 50.98 مليار                                 |
| الناتج المحلي الإجمالي (تعادل القوة الشرائية) بليون دولار | 30.54 مليار               | 69.32 مليار                                 |
| الناتج المحلي الإجمالي الاسمي للفرد دولار أمريكي          | 775                       |                                             |
| الناتج المحلي الإجمالي للفرد دولار أمريكي                 | 2.18 ألف                  | 15.60 ألف                                   |
| مؤشر التنمية البشرية                                      | 0.392                     | 0.724                                       |
| رمز المكالمات الدولي                                      | +235                      | +218                                        |
| رمز الإنترنت                                              | .td                       | .ly                                         |
| المنطقة الزمنية                                           | ت ع م+01:00               | ت ع م+02:00، توقيت شرق أوروبا               |

## منظمات دولية مشتركة
يشترك البلدان في عضوية مجموعة من المنظمات الدولية، منها:
| علم المنظمة | اسم المنظمة                        | تاريخ انضمام تشاد | تاريخ انضمام ليبيا |
| ----------- | ---------------------------------- | ----------------- | ------------------ |
|             | مؤسسة التنمية الدولية              | 7 نوفمبر 1963     | 1 أغسطس 1961       |
|             | يونسكو                             | 19 ديسمبر 1960    | 27 يونيو 1953      |
|             | وكالة ضمان الاستثمار متعدد الأطراف | 11 يونيو 2002     | 5 أبريل 1993       |
|             | الأمم المتحدة                      | 20 سبتمبر 1960    | 14 ديسمبر 1955     |
|             | الاتحاد البريدي العالمي            | ?                 | ?                  |
|             | البنك الدولي للإنشاء والتعمير      | 10 يوليو 1963     | 17 سبتمبر 1958     |
|             | منظمة التعاون الإسلامي             | ?                 | ?                  |
|             | منظمة حظر الأسلحة الكيميائية       | ?                 | ?                  |
|             | الاتحاد الدولي للاتصالات           | 25 نوفمبر 1960    | 3 فبراير 1953      |
|             | مؤسسة التمويل الدولية              | 2 أبريل 1998      | 18 سبتمبر 1958     |
|             | منظمة الشرطة الجنائية الدولية      | ?                 | ?                  |
|             | الاتحاد الأفريقي                   | ?                 | ?                  |
|             | البنك الإفريقي للتنمية             | ?                 | ?                  |

## أعلام
هذه قائمة لبعض الشخصيات التي تربطها علاقات بالبلدين:
- جمال محمد بيندي (لاعب كرة قدم ليبي، 26 أبريل 1983 – )

## وصلات خارجية
- موقع وزارة الخارجية الليبية